# Орден «За военные заслуги» (Болгария)
Орден «За военные заслуги» (болг. Орден «За военна заслуга») учреждён указом князя Фердинанда I 2 августа 1891 года. Орден предназначался для награждения военнослужащих за безупречную военную службу (в мирное время) и за особенные заслуги во время войны (с военным отличием).
Орден «За военные заслуги» был восстановлен, с некоторыми изменениями, 13 июня 2003 года и, в настоящее время, является государственной наградой Республики Болгария.

## Описание
Орден имел Великий крест, шесть степеней и две категории: с военным отличием (лавровый венец), выдававшимся во время войны и без военного отличия, выдававшимся в мирное время. Знак ордена представляет собой пизанский крест со скрещёнными мечами между раменами. Крест всех степеней, кроме VI-й, покрыт тёмно-красной эмалью и имеет подвесное звено в виде короны (кресты V-й и VI-й степеней могли быть также и без короны). Низшая степень ордена — VI-я, эмалью не покрывалась и была целиком серебристого цвета.

### II-я степень, Большой офицерский крест
Награждались исключительно генералы. Напоминает крест I-й степени, но имеет размер 63 мм. Носился на шейной ленте.

### III-я степень, Командирский крест
Для награждения командиров полков (полковников и подполковников). Внешне напоминает крест II-й степени и имеет диаметр от 54 мм до 63 мм. Не имеет звезды. Носился на шейной ленте.

### IV-я степень, Офицерский крест
Для награждения майоров, штабных офицеров и капитанов — ротных командиров. По виду схож с крестом III-й степени, но меньший по размеру — от 48 мм до 51 мм. Носился на желто-чёрно-белой треугольной ленте с розеткой — в мирное время, а во время войны — с военным отличием и на ленте ордена «За храбрость» без розетки.

### V-я степень, Кавалерский крест
Для награждения ротных и взводных командиров до чина капитана, ополченцев, добровольцев сербско-болгарской войны, балканских войн и др. Имеет размеры от 48 мм до 51 мм. Не отличается в этом от креста IV-й степени, но изготовлен целиком из посеребрённого металла (за исключением эмалированных деталей). Ещё одним отличием от креста IV-й степени, является отсутствие розетки на ленте. Существуют эмиссии как с короной, так и без. В мирное время вручался на обычной ленте, а во время войны — с военным отличием в виде лаврового венка лицевой стороне ордена и на ленте ордена «За храбрость».

### VI-я степень, Серебряный крест
Для награждения подофицеров, ополченцев, добровольцев сербско-болгарской войны, балканских войн и др. Изготовлен целиком из посеребрённого метала, без эмали, с короной или без короны (середина которой также не имеет эмали). Диаметр креста 46 мм. Шестая степень ордена не имела эмиссии с военным отличием на лицевой стороне креста. В мирное время вручался на обычной ленте, а во время войны — на ленте ордена «За храбрость».

## Знаки ордена
|  |  |  |
|  |  |  |
|  |  |  |